# Broxeele
Broxeele é uma comuna francesa na região administrativa de Altos da França, no departamento do Norte. Estende-se por uma área de 3.77 km². Em 2010 a comuna tinha 405 habitantes (densidade: 107,4 hab./km²).